# ㄹ
ㄹ (rieul - 리을) là một phụ âm của hangul. Unicode cho ㄹ là U+3139. Khi chuyển tự Hangeul sang Romaja nó tương ứng với chữ "R" nếu ở đầu và chữ "L" nếu ở cuối.

## Giao tiếp đại diện khác
| Loại                  | Loại             | Chữ cái | Unicode | HTML     |
| --------------------- | ---------------- | ------- | ------- | -------- |
| Tương thích Jamo      | Tương thích Jamo | ㄹ      | U+3139  | &#12581; |
| Hangul Jamo vùng      | Chữ đầu          | ᄅᅠ      | U+1105  | &#4357;  |
| Hangul Jamo vùng      | Chữ cuối         | ᅟᅠᆯ      | U+11AF  | &#4527;  |
| Hanyang sử dụng riêng | Chữ đầu          |         | U+F798  | &#63384; |
| Hanyang sử dụng riêng | Chữ cuối         |         | U+F88B  | &#63627; |
| Nửa chiều rộng        | Nửa chiều rộng   | ﾩ       | U+FFA9  | &#65449; |